# Schtscholkine
Schtscholkine (ukrainisch Щолкіне; russisch Щёлкино/Schtschjolkino) ist eine Stadt in der Ukraine in der Autonomen Republik Krim.

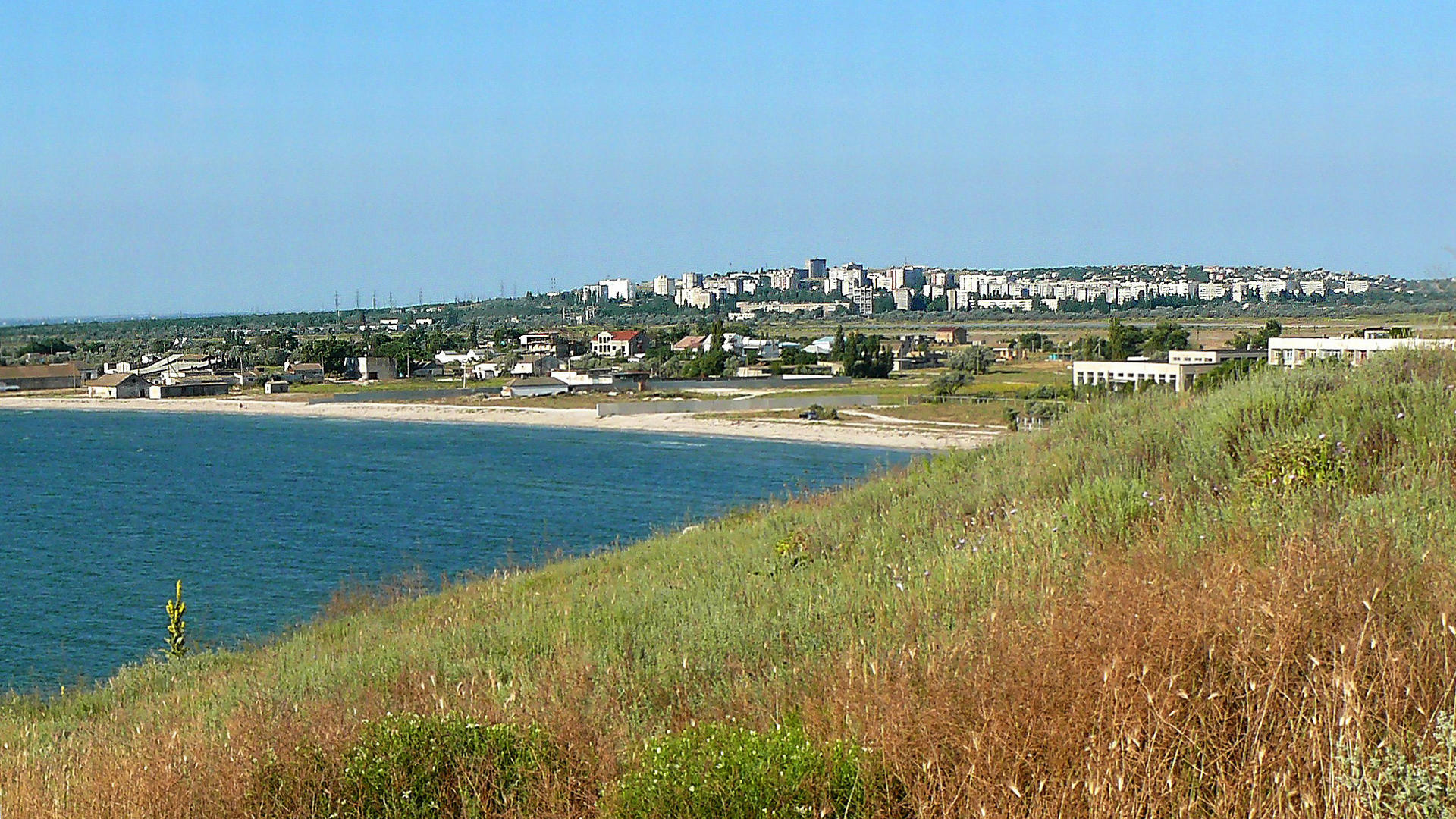
Ansicht von Schtscholkine

## Geographie
Schtscholkine liegt im östlichen versteppten Teil der Halbinsel Krim auf der Halbinsel Kertsch an der Arabat-Bucht am Südufer des Asowschen Meeres nahe dem Kap Kasantyp. Die Stadt liegt 52 km westlich von Kertsch und 145 km nordöstlich von Simferopol entfernt.

## Geschichte
Der Ort entstand erst 1978 und war als Wohnsiedlung für die Beschäftigten des südwestlich gelegenen Kernkraftwerks Krim geplant. Nach dem Reaktorunglück von Tschernobyl im Jahre 1986 wurden die Pläne für den Bau nochmals überarbeitet und der Kraftwerksbau 1989 stillgelegt.
1992 bekam der Ort schließlich das Stadtrecht verliehen und ist heute ein Kurort. Bekannt ist er vor allem für das bis 1999 hier ausgetragene Festival für Elektromusik, KaZantip.
Der Name des Ortes wurde zu Ehren des sowjetischen Nuklearforschers Kirill Schtschjolkin gewählt und 1982 verliehen. In der Stadt existieren bis heute keine Straßennamen.
Seit der Annexion der Krim, durch Russland im März 2014 zählt Schtscholkine  – aus russischer Sicht – zum Föderationssubjekt Südrussland der Russischen Föderation.
Die völkerrechtliche Legitimität ist nach wie vor umstritten. Nach Angaben der administrativ-territorialen Teilung der Ukraine ist Schtscholkine Teil der Autonomen Republik Krim, die zu den durch Russland besetzten Gebieten gehört.